# Kronenburgersingel
De Kronenburgersingel is een straat in het stadscentrum van de Nederlandse stad Nijmegen. De straat loopt van de Lange Hezelstraat naar het Quackplein en is een ontsluitingsweg.

## Geschiedenis
De singel is vernoemd naar de Kronenburgertoren die in het Kronenburgerpark ligt. De singel loopt aan één zijde langs het park. 
De singel raakte beschadigd bij het bombardement op Nijmegen van 22 februari 1944 en opnieuw bij oorlogshandelingen tijdens de slag om Nijmegen in september 1944. Na de oorlog is de bebouwing aan de singel weer hersteld of vervangen door nieuwbouw.

## Monumenten
Langs de Kronenburgersingel staan vele Rijks- en gemeentelijke monumenten.

## Bebouwing
De zuidelijke punt van de singel, die bij het Quackplein aansluit op de verkeersroute vanaf de Tunnelweg via de Nassausingel naar het Keizer Karelplein, is als enige deel aan twee zijden bebouwd. Daar zijn de rijbanen ook gescheiden en is een eenrichtingsmogelijkheid tot keren. Daar bevinden zich ook enkele flats en appartementencomplexen.  Het Stedelijk Gymnasium Nijmegen is sinds 1999 aan de Kronenburgersingel gevestigd.

## Galerie

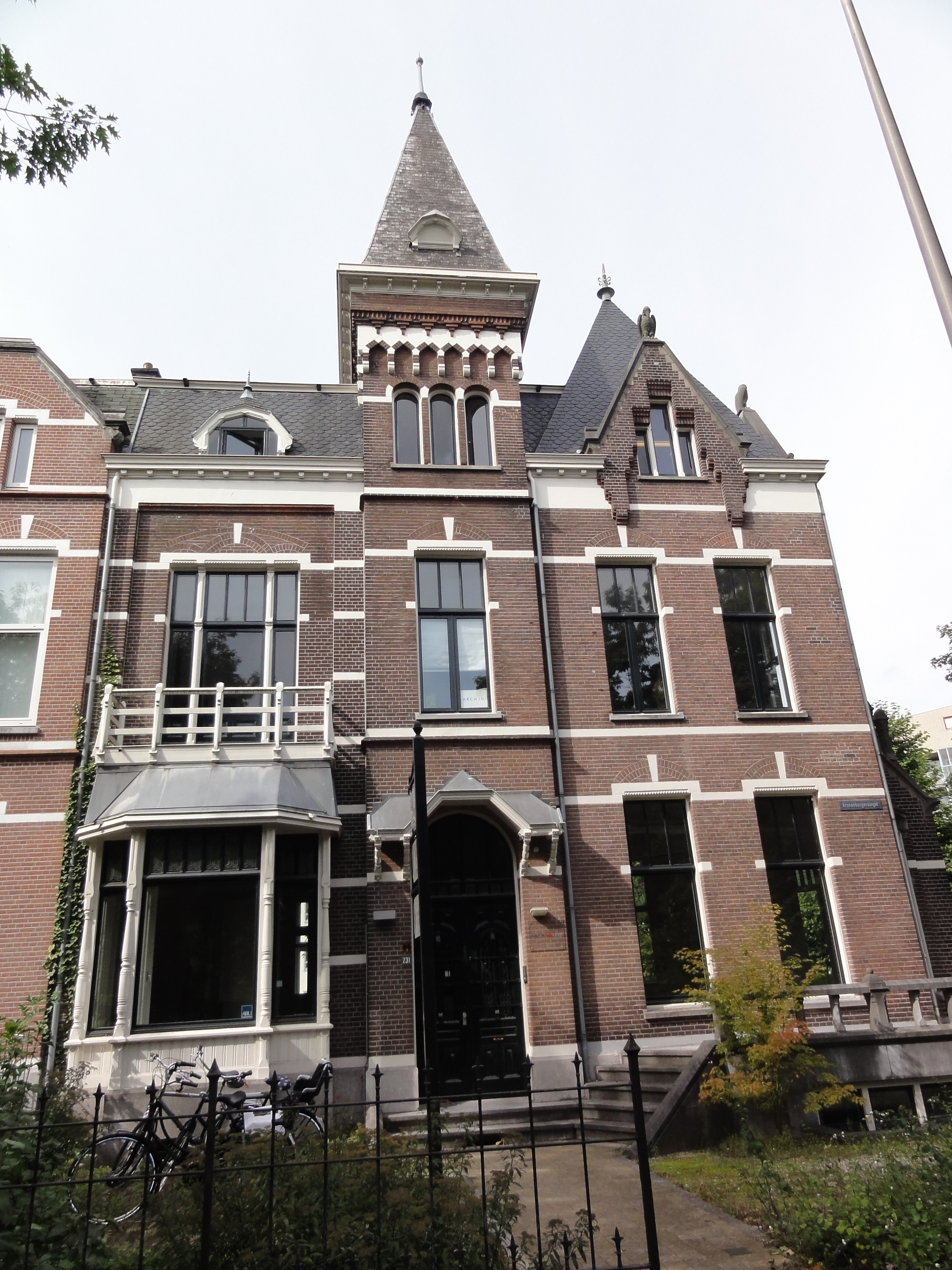
Kronenburgersingel 231
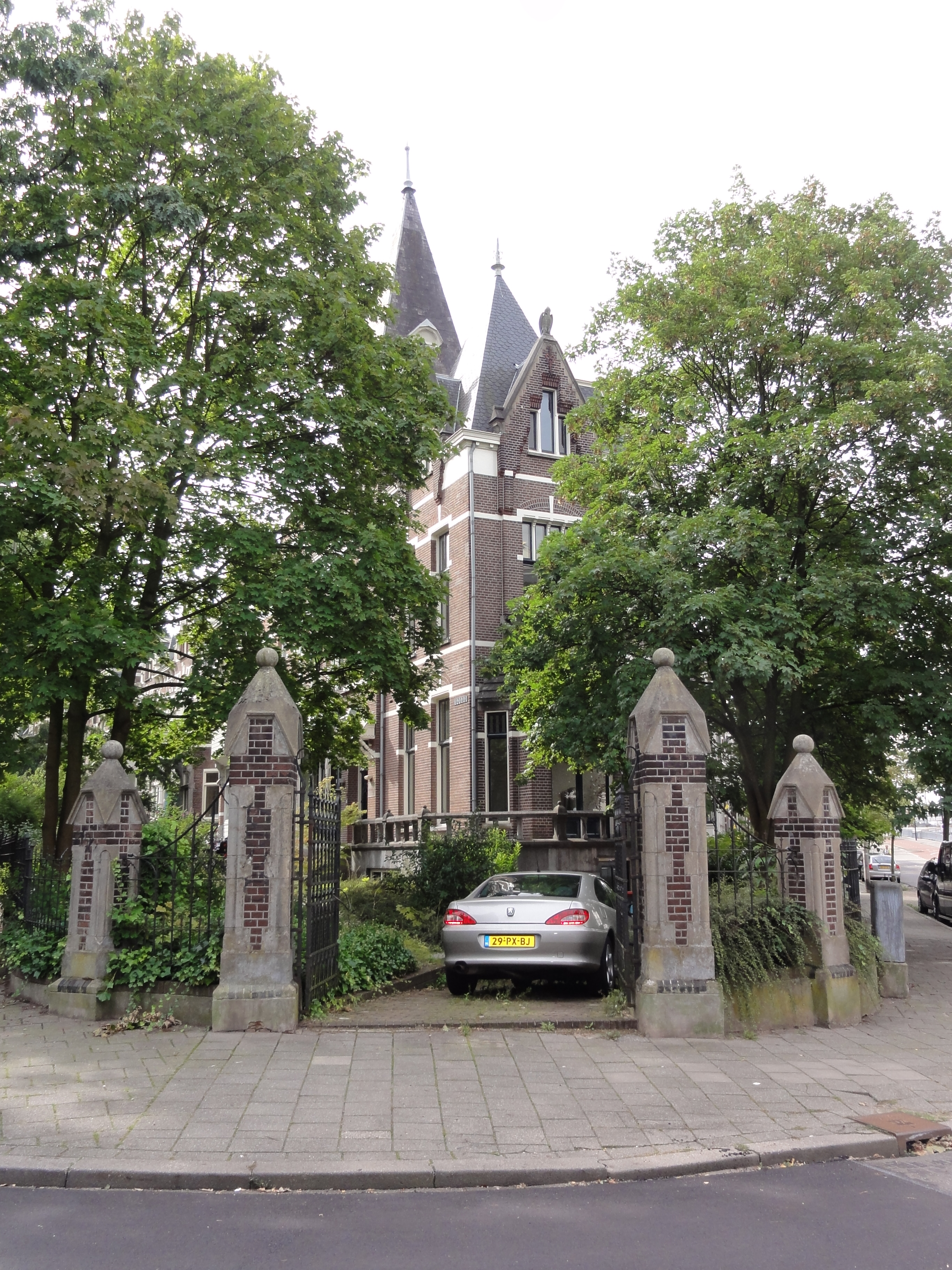
Monumentaal hekwerk bij Kronenburgersingel 231 hoek Stieltjesstraat
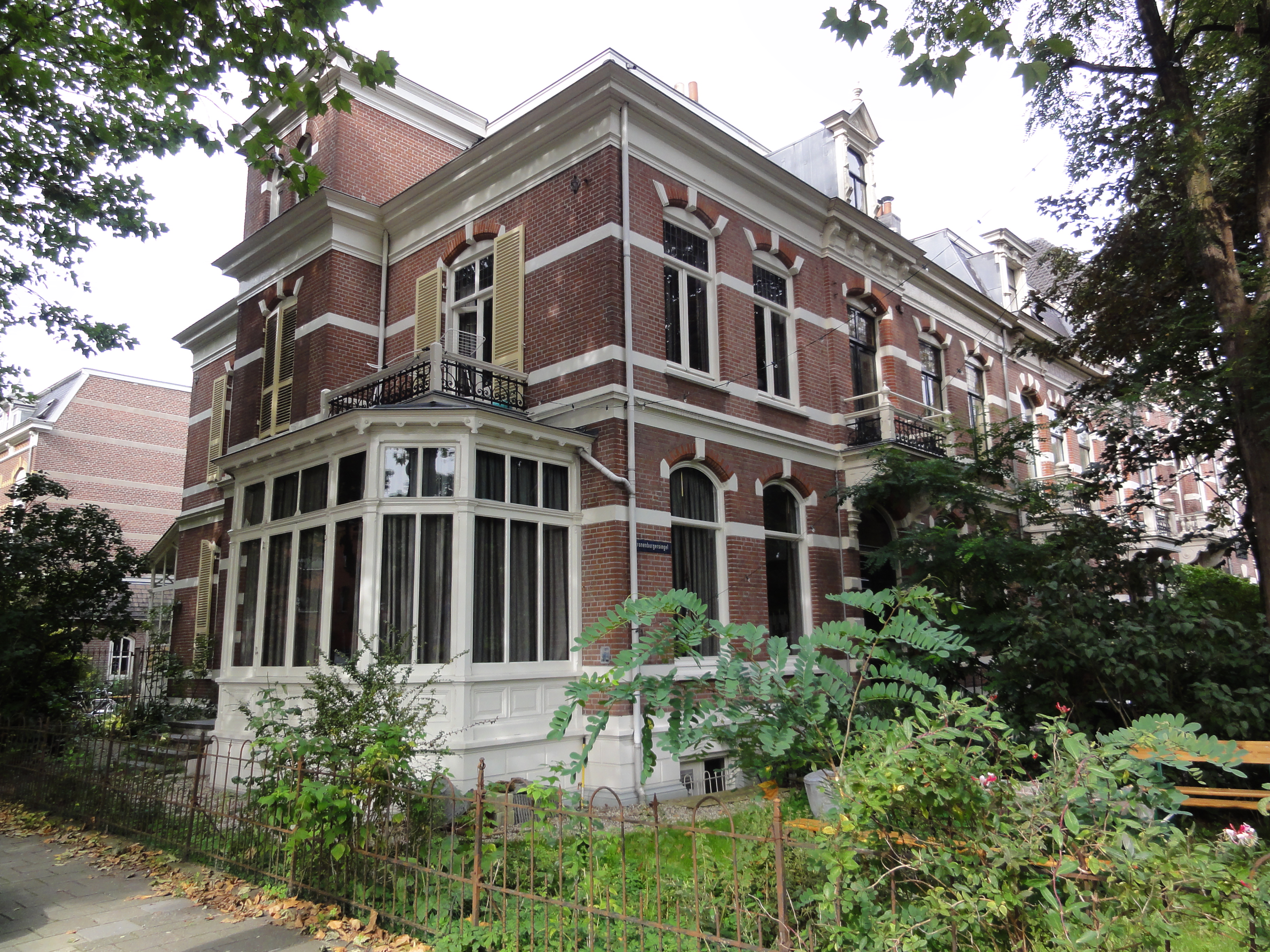
Kronenburgersingel 209 hoek Vredestraat
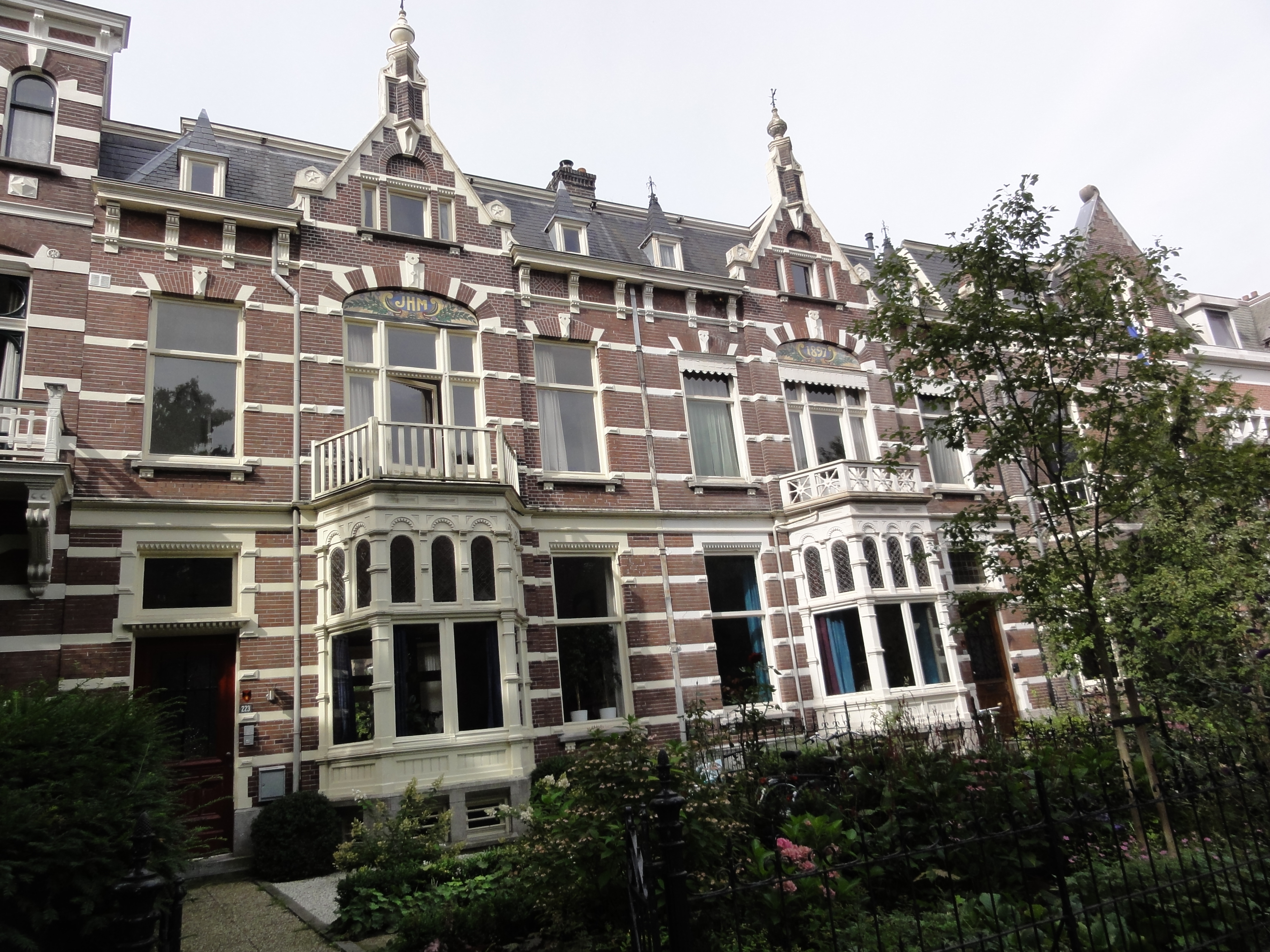
Kronenburgersingel 223 en 225
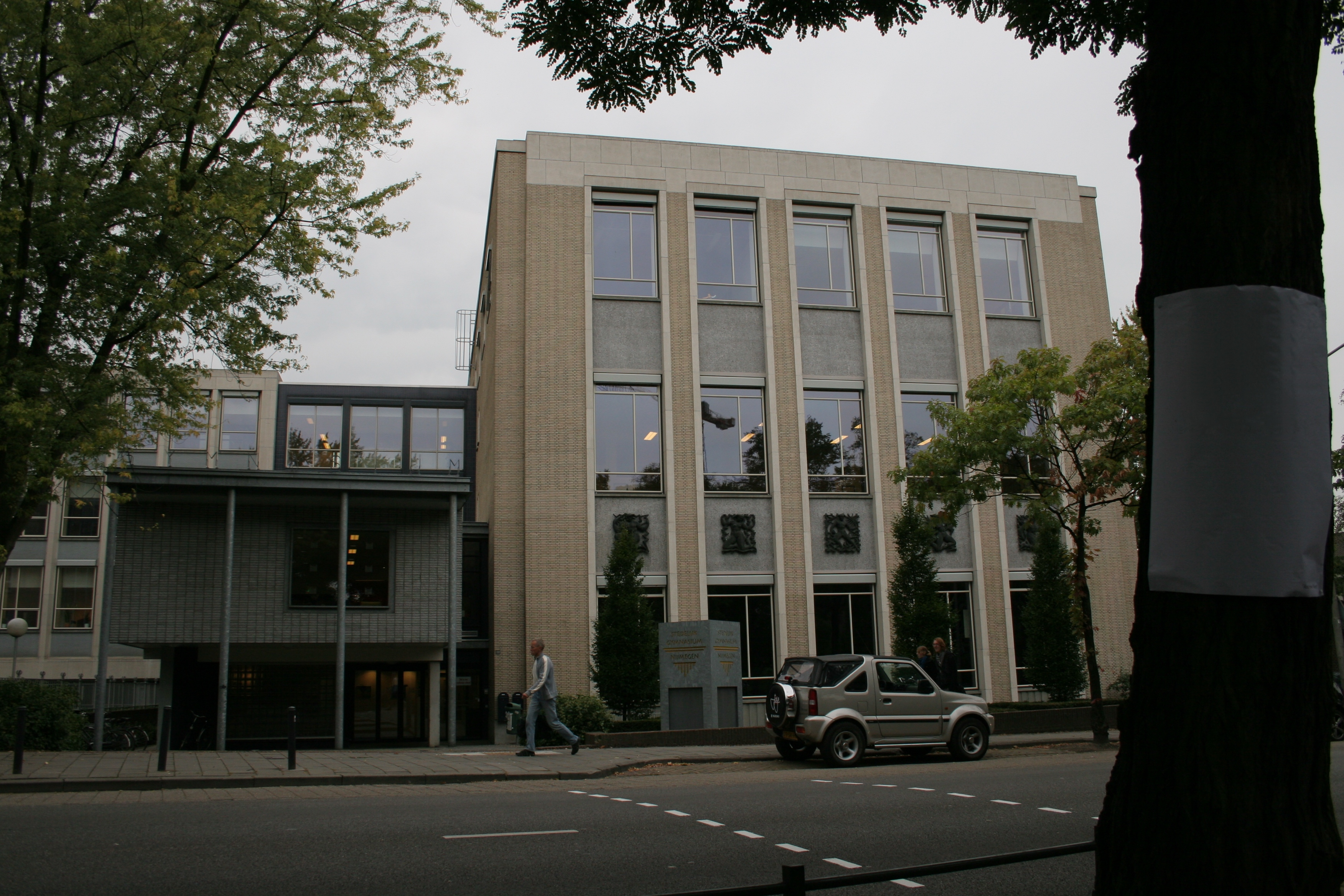
Kronenburgersingel 269, Stedelijk Gymnasium
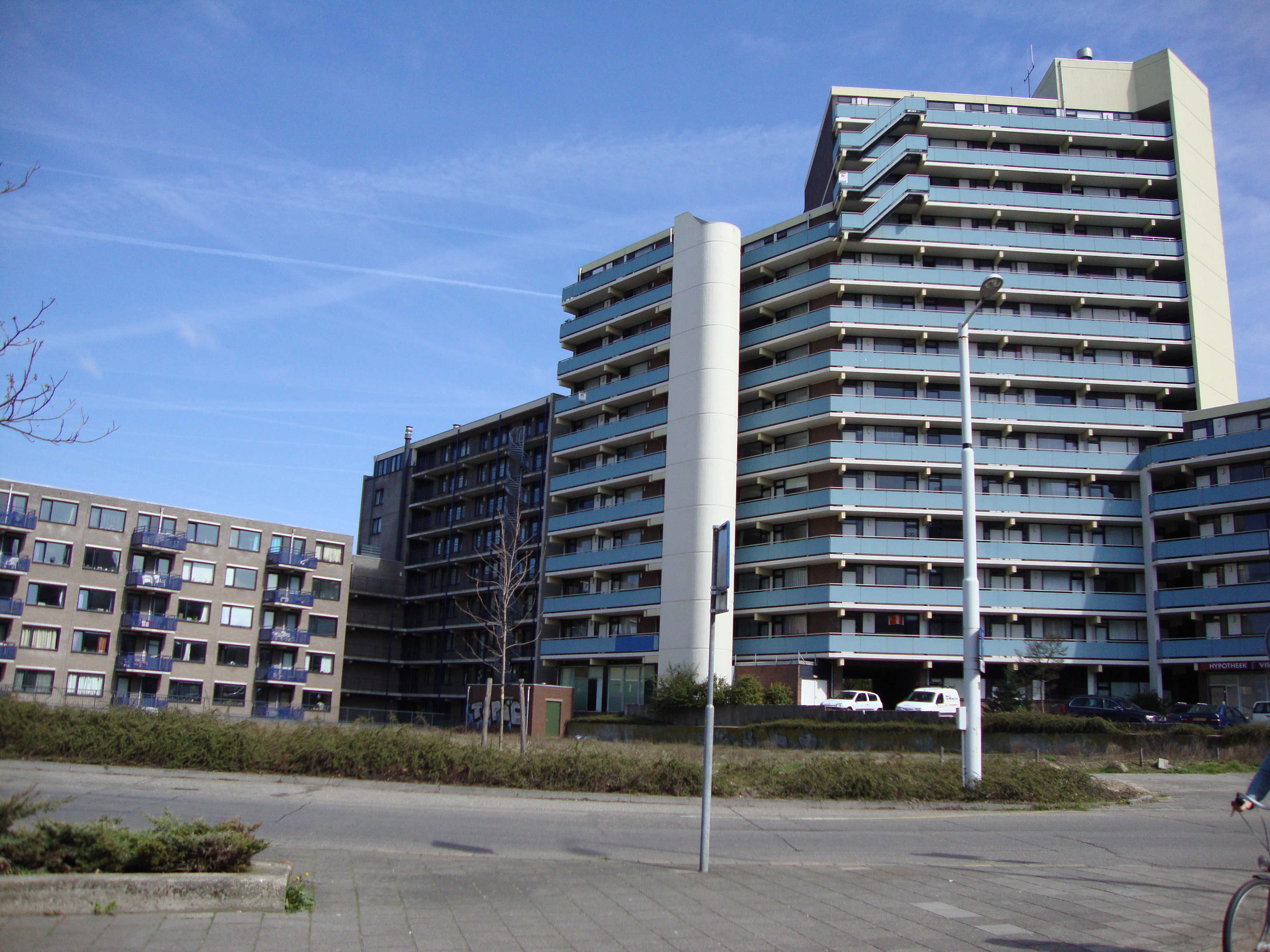
Achterzijde van Kronenburgersingel 5-203 en Kronenburgerplaats gezien vanaf de Tunnelweg
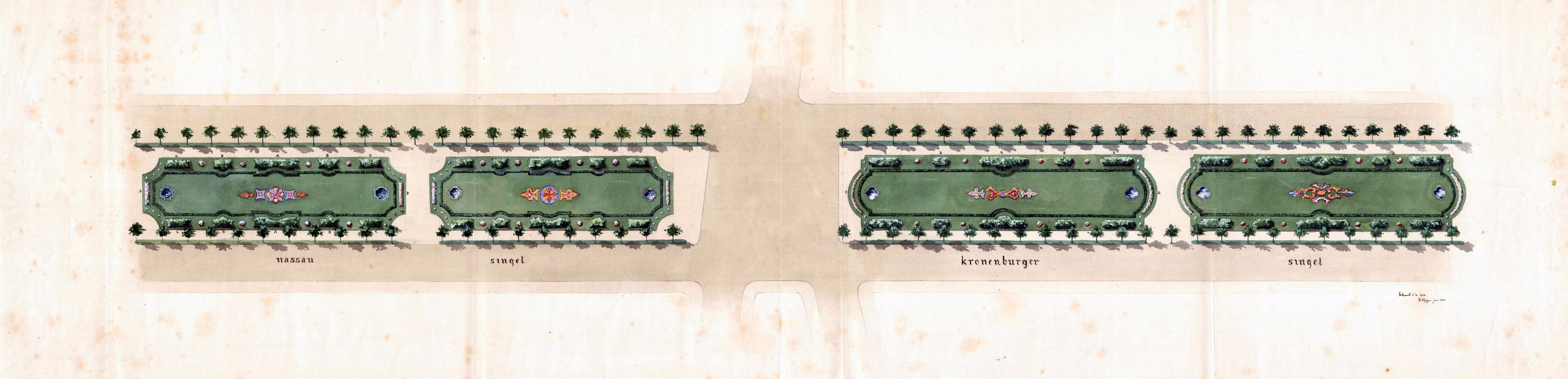
Tekening van het plan van aanleg en beplanting van de Nassausingel en de Kronenburgersingel) 1881